# Compsocryptus calipterus
Compsocryptus calipterus är en stekelart som först beskrevs av Thomas Say 1835.  Compsocryptus calipterus ingår i släktet Compsocryptus och familjen brokparasitsteklar. Inga underarter finns listade i Catalogue of Life.